# Morristown (Vermont)
Morristown es un pueblo ubicado en el condado de Lamoille en el estado estadounidense de Vermont. En el año 2010 tenía una población de 5.227 habitantes y una densidad poblacional de 39,09 personas por km².

## Geografía
Morristown se encuentra ubicado en las coordenadas 44°33′13″N 72°36′24″O / 44.55361, -72.60667.

## Demografía
Según la Oficina del Censo en 2000 los ingresos medios por hogar en la localidad eran de $33,359 y los ingresos medios por familia eran $40,456. Los hombres tenían unos ingresos medios de $28,050 frente a los $21,014 para las mujeres. La renta per cápita para la localidad era de $17,195. Alrededor del 10.3% de la población estaba por debajo del umbral de pobreza.